# Elise Van Truyen
Elise Louise Van Truyen, tidigare Vantruijen, född 13 april 1906 i Anderlecht i Belgien, var en belgisk friidrottare med hoppgrenar som huvudgren. Van Truyen blev silvermedaljör vid damspelen 1923 och var en pionjär inom damidrott.

## Biografi
Van Truyen föddes 1906 i nordvästra Belgien, i ungdomstiden var hon aktiv friidrottare. Senare gick hon med i idrottsföreningen "Brussels Femina Club- BFC" i Bryssel. Hon tävlade främst i höjdhopp och längdhopp men även i kortdistanslöpning.
1922 deltog hon vid andra Monte Carlospelen då hon tog silvermedalj i längdhopp, senare samma år deltog hon i sina första belgiska mästerskap (Belgische kampioenschappen atletiek - BKA) då hon tog guldmedalj i höjdhopp och längdhopp vid tävlingar 21 juni i Bryssel, vid samma tävling tog hon även bronsplats i löpning 80 meter och 300 meter.
1923  deltog Van Truyen vid de tredje damspelen i Monte Carlo. Under dessa idrottsspel vann hon silvermedalj i höjdhopp samt bronsmedalj i längdhopp och delat bronsmedalj i Femkamp.
1923 presterade hon även världsårsbästa i höjdhopp den 1 juli vid tävlingar i Amsterdam. Hon låg på topp-6 listan över världens höjdhoppare även åren 1922 och 1924.
1924 satte hon (inofficiellt) världsrekord i höjdhopp vid Damolympiaden 1924 den 4 augusti på Stamford Bridge i London.
1928 deltog hon vid de nionde olympiska spelen i Amsterdam där hon slutade på sjuttonde plats i höjdhopp. Hon ingick även i stafettlaget 4 x 100 meter, laget blev utslaget i försöksheaten.
1929 tog guldmedalj i löpning 100 meter vid belgiska mästerskapen 14-21 juli i Gent. Senare drog sig tillbaka från tävlingslivet.